# Farsta (metrostation)
Farsta is een station van de Stockholmse metro in het district en stadsdeel Farsta van Stockholm op 9,4 spoorkilometer ten zuiden van het centraal gelegen metrostation Slussen.

## ABC-stad
De wijk Farsta is, net als Vällingby zes jaar eerder, gebouwd als ABC-stad (Arbetsplatser, Bostäder, Centrum / Werk, Wonen, Centrumvoorzieningen). Deze satellietsteden bieden ook de voorzieningen van het stadscentrum en hebben dan ook een centrum functie voor de omliggende wijken. De verlenging van de metro naar Farsta was in november 1958 gevorderd tot het kruispunt Pepparvägen - Farstavägen ongeveer 500 meter ten noorden van het huidige station. Om Farsta verbinding met de stad te bieden werd hier op 18 november 1958 een provisorium geopend in afwachting van de voltooiing van de buurt en het definitieve station.

## Station
De opening van Farsta Centrum vond plaats op 23 oktober 1960 en op 4 november volgde het metrostation. Het ligt op een viaduct en  het toegangsgebouw ligt in het midden onder het viaduct aan de Farsta torg, het centrum van Farsta. Tot 1971 was Farsta het zuidelijke eindpunt van de Farstatak van de groene route. Sinds 1982 is het kunstwerk Veranderingen in het luchtruim van kunstenaar Gunnar Larson in het station te zien.

## Galerij

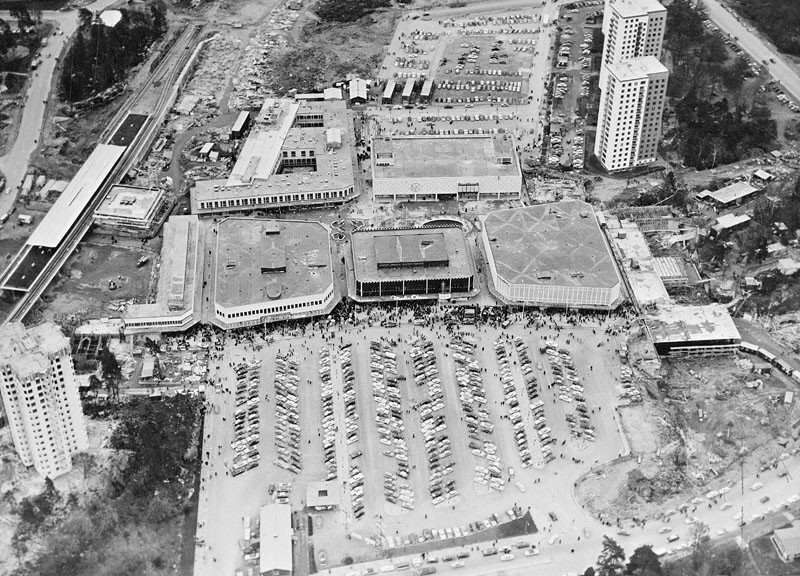
23 oktober 1960
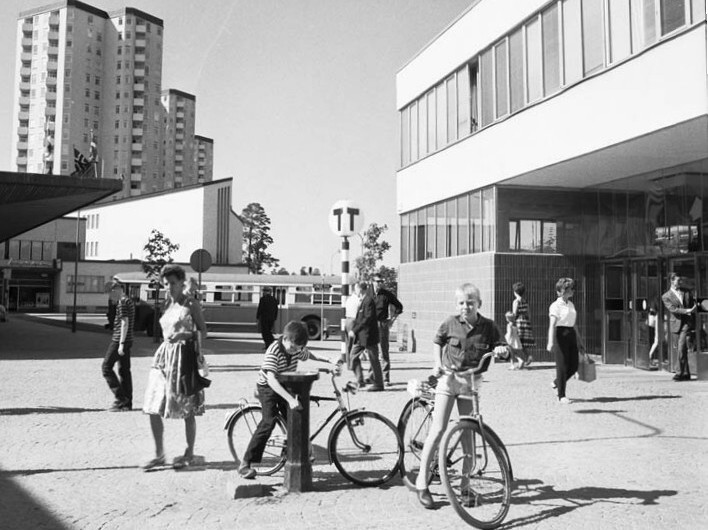
De ingang aan de Farsta torg in 1963
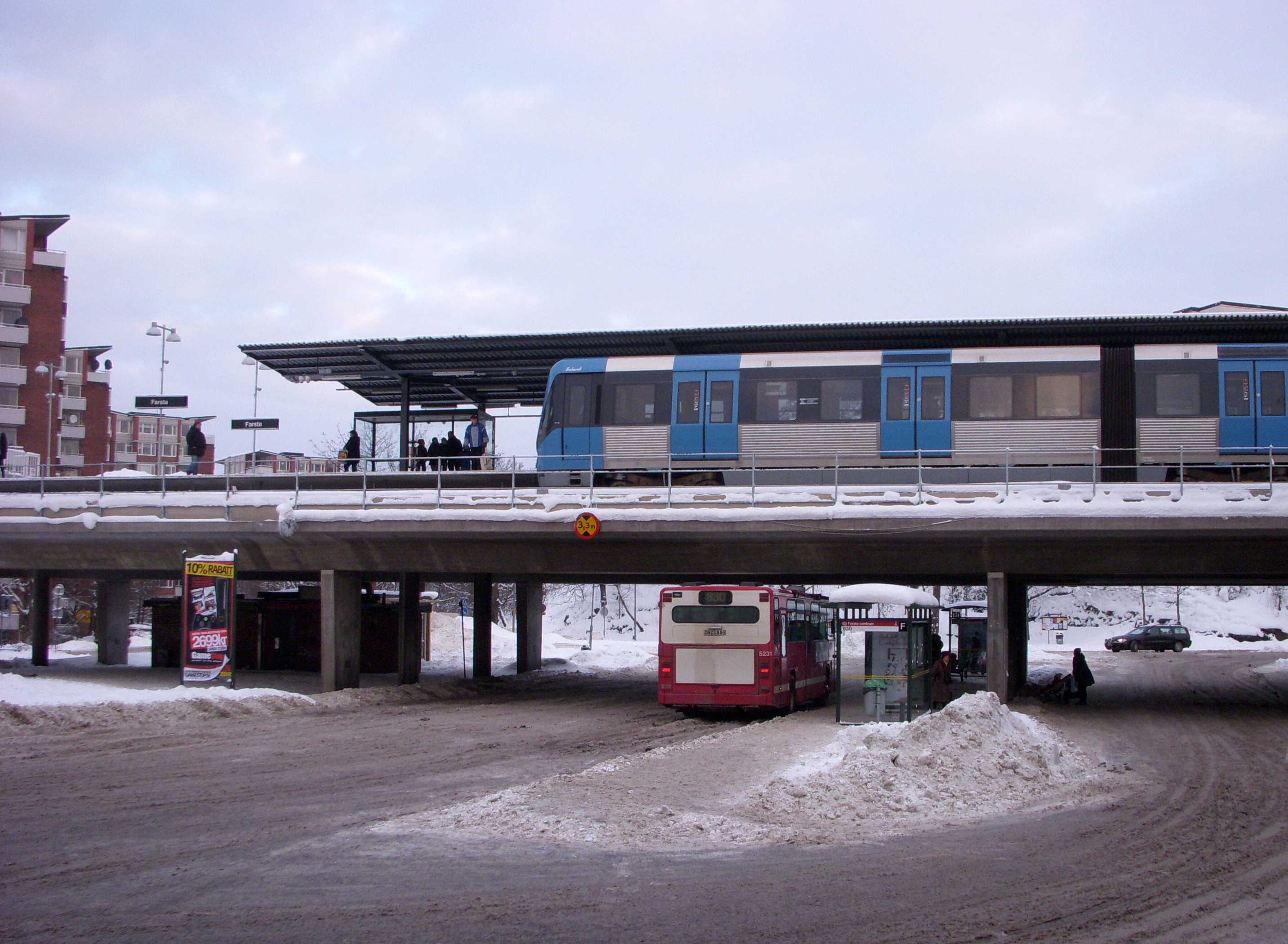
Een trein in het station
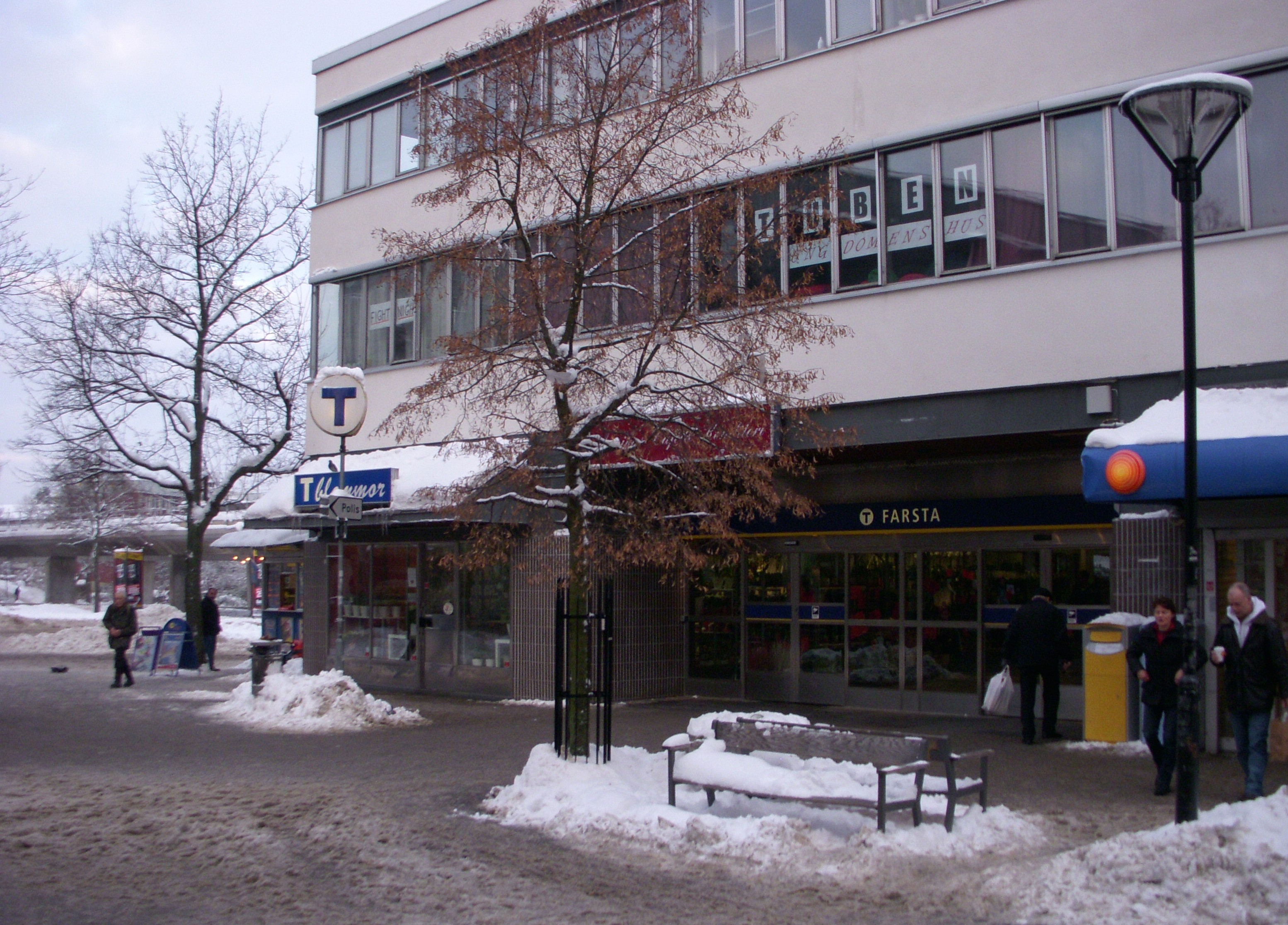
Exterieur in 2009
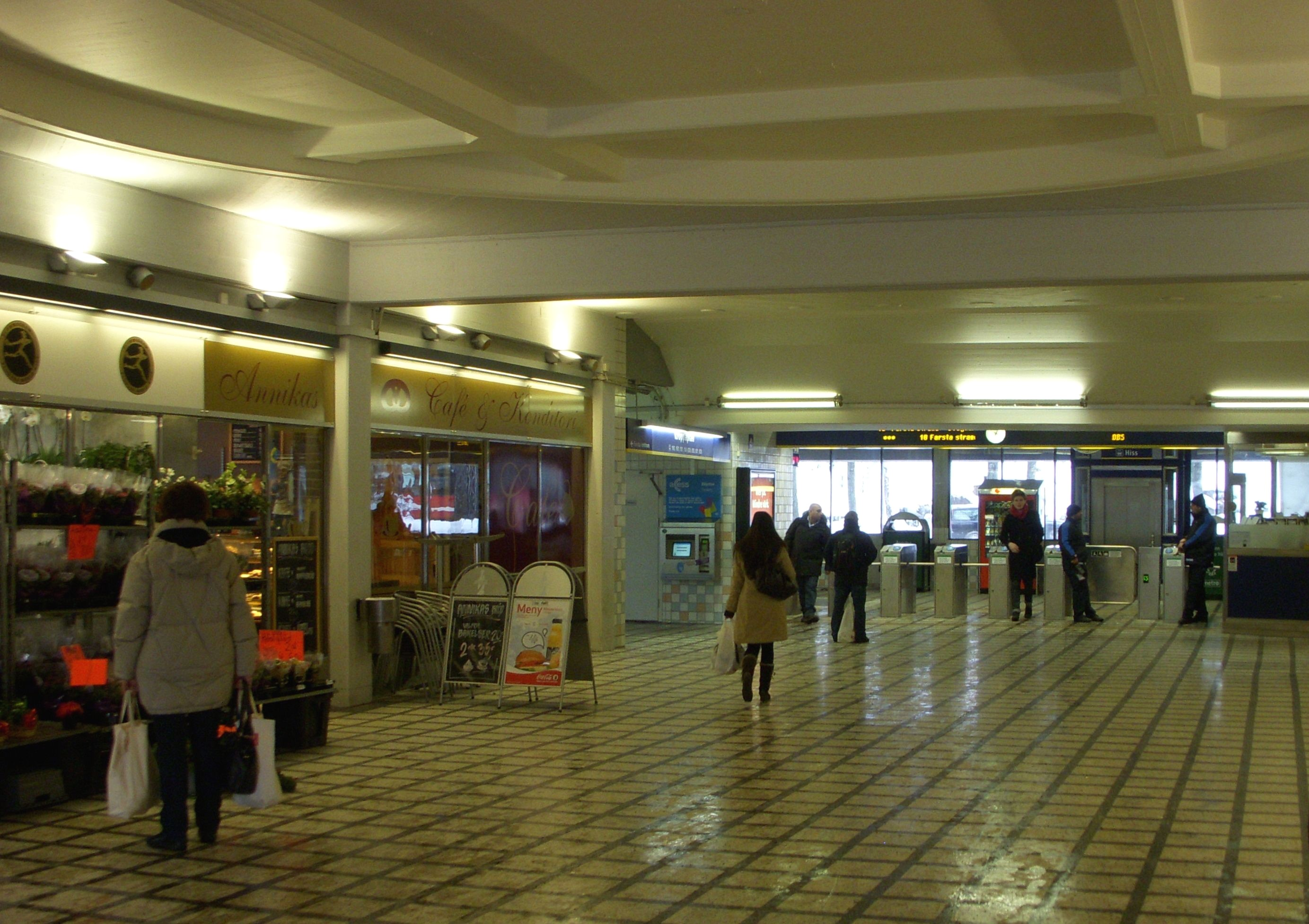
Interieur in 2009

Alvik · 
Kristineberg · 
Thorildsplan  · 
Fridhemsplan · 
S:t Eriksplan · 
Odenplan  · 
Rådmansgatan  · 
Hötorget · 
T-Centralen ·  
Gamla Stan · 
Slussen · 
Medborgarplatsen ·  
Skanstull · 
Gullmarsplan ·  
Skärmarbrink ·  
Blåsut·  
Sandsborg·  
Skogskyrkogården ·  
Tallkrogen·
Gubbängen·  
Hökarängen·
Farsta·
Farsta strand